# Serhij Daniltschenko
Serhij Daniltschenko (ukrainisch: Сергій Данильченко; * 27. April 1974 in Charkiw) ist ein ehemaliger ukrainischer Boxer.
1998 wurde Daniltschenko mit einem Finalsieg über Marian Alexandru, Rumänien (12:3), Europameister im Bantamgewicht (-54 kg). Nach mehreren vergeblichen versuchen im Jahr 1999 qualifizierte sich Daniltschenko 2000 beim Turnier in Liverpool für die Olympischen Spiele im selben Jahr. Bei den Spielen erreichte er dann nach Siegen über den Gewinner der Asienspiele 1998 Dingko Singh, Indien (14:5), und Justin Kane, Australien (RSC 4.), überraschend das Halbfinale. Dieses bestritt er gegen den Bronzemedaillengewinner von 1996 Raimkul Malachbekow, dem er sich mit 15:10 Punkten geschlagen geben musste.
2001 gewann Daniltschenko hinter Guillermo Rigondeaux, Kuba, und Aghasi Məmmədov, Türkei, die Bronzemedaille der Weltmeisterschaften. Im selben Jahr wurde er hinter Rigondeaux auch Zweiter der Goodwill Games in Brisbane.
2002 wurde Daniltschenko Profi, beendete seine Karriere aber 2003 nach einer TKO-Niederlage gegen einen unterklassigen Gegner bereits nach zwei Kämpfen.